# The Remote Part
The Remote Part es el cuarto álbum de la banda escocesa Idlewild, lanzado en julio de 2002. Comparado con sus discos anteriores, éste tiene un sonido mucho más comercial, y ha sido el álbum más vendido de Idlewild hasta la fecha, llegando a estar en el número tres de las listas del Reino Unido, solo detrás de Red Hot Chilli Peppers y Oasis.
Al final de la canción "In Remote Part/Scottish Fiction", el poeta escocés Edwin Morgan recita un poema titulado Scottish Fiction, que fue escrito especialmente para este álbum.
La canción "You Held the World in Your Arms" fue usada como banda sonora para el videojuego FIFA 2003 y "A Modern Way of Letting Go" estuvo en el videojuego Midnight Club 3: DUB edition.

## Canciones
1. "You Held the World in Your Arms" (Idlewild) – 3:21
2. "A Modern Way of Letting Go" (Idlewild) – 2:23
3. "American English" (Idlewild) – 4:34
4. "I Never Wanted" (Idlewild/Mills/Stewart) – 3:55
5. "(I Am) What I Am Not" (Idlewild) – 2:43
6. "Live in a Hiding Place" (Idlewild) – 3:16
7. "Out of Routine" (Idlewild) – 3:09
8. "Century After Century" (Idlewild) – 4:01
9. "Tell Me Ten Words" (Idlewild) – 3:46
10. "Stay the Same" (Idlewild) – 3:11
11. "In Remote Part/Scottish Fiction" (Idlewild/Morgan) – 3:55

## Sencillos
- "You Held the World in Your Arms"
- "American English"
- "Live in a Hiding Place"
- "A Modern Way of Letting Go"

- Datos: Q3522478